# 出流川
出流川（いずるがわ）は、栃木県佐野市（一部は足利市）を流れる利根川水系渡良瀬川支流の一級河川である。

## 地理
佐野市寺久保町に源を発し、赤見地区と足利市富田地区を縦貫。佐野市村上町で旗川に合流する。

## 歴史
- 2019年（令和元年） - 東日本台風により決壊、両岸で浸水被害[1]。
- 2021年（令和3年）8月 - ハザードマップ改定に伴い、対象河川に追加[2]。
- 2022年（令和4年）1月 - 堤防強化工事着工。

## 橋梁
- 大野橋
- 寿橋
- 和見橋
- 新出流川橋
- 権田久橋
- 両毛線橋梁
- 出流橋
- 多田木橋
- 出流川水門